# Cercospora malvicola
Cercospora malvicola är en svampart som beskrevs av Ellis & G. Martin 1882. Cercospora malvicola ingår i släktet Cercospora och familjen Mycosphaerellaceae.   Inga underarter finns listade i Catalogue of Life.